# Niels Peter Høeg Hagen
Niels Peter Høeg Hagen, ofte blot kaldet Høeg Hagen (født 15. oktober 1877 på Gunderstedgård ved Nibe, død ca. 15. november 1907) var en dansk officer og kartograf. Høeg Hagen deltog sammen med Ludvig Mylius-Erichsen og Jørgen Brønlund i den skæbnesvangre Danmark-ekspedition i 1906-08, hvor de tre omkom i november 1907 på deres hjemrejse fra Nordøstgrønland.

## Liv og karriere
Høeg Hagen var søn af proprietær, senere inspektør ved Holbæk Amts Sygehus Jacob Bernhard Høeg Hagen (1843-1913) og Ludovika Vilhelmine Bie (1847-1922). Elleve år gammel kom han med forældrene til København, hvor han gik i Melchiors Skole, og kom senere til Holbæk, fra hvis realskole han tog præliminæreksamen.
Han ville være officer og blev som værnepligtig optaget på Sekondløjtnantskolen for fodfolket i 1896 og blev sekondløjtnant 1898, gik i Officerskolens næstældste klasse 1898-1900 og blev ved udgangen af sidstnævnte år premierløjtnant. Her tjenestegjorde han ved 18. bataljon, da Ludvig Mylius-Erichsen i 1906 traf forberedelser til Danmark-ekspeditionen til udforskning af Nordøstgrønland. Høeg Hagen meldte sig som eventuel deltager og blev antaget til kartograf.
Høeg Hagen havde et robust og optimistisk sind, der gjorde ham velegnet som ekspeditionsdeltager. Bl.a. på grund af disse personlige egenskaber valgte Mylius-Erichsen ham til sin ledsager sammen med Jørgen Brønlund, da ekspeditionen i foråret 1907 med fire slædehold drog mod nord for at placere depoter og opmåle og kortlægge kyststrækningerne.
Mylius-Erichsen besluttede at gøre forsøget at nå ind til bunden af den store Independence-bugt, selvom dette indebar en risiko for, at gruppen ikke ville kunne nå tilbage til skibet inden sommeren. Kortlægningen var en succes, for Høeg Hagen kortlagde både nord- og sydsiden af bugten, og de tre rejsende kunne konstatere, at den i virkeligheden var et sund. Men så kom tøbruddet, som tvang de tre mænd, først til at oversomre deroppe, og derefter til i forkommen tilstand at søge op over landet og indlandsisen for at nå frem til nærmeste depot. Dette forsøg kostede dem alle tre livet. På grund af Jørgen Brønlunds heltemodige indsats inden sin død blev Høeg Hagens kortskitser placeret et sted, hvor eftersøgningsholdet ville finde dem.
Hagen var ugift. Der findes en tegning af Høeg Hagen af Achton Friis fra 1907. Et mindesmærke af Kai Nielsen for de omkomne deltagere i ekspeditionen blev rejst på Langelinie 1912. Mindesmærke på Tveje Merløse Kirkegård 1908. Hagens Allé i Hellerup er opkaldt efter ham.